# Giovanni Bona
Pour les articles homonymes, voir Bona.
Giovanni Bona (né le 9 octobre 1609 (ou le 10 octobre) à Mondovì, dans l'actuelle province de Coni, au Piémont et mort le 28 octobre 1674  à Rome) est un homme d'Église et écrivain italien, créé cardinal en 1669.

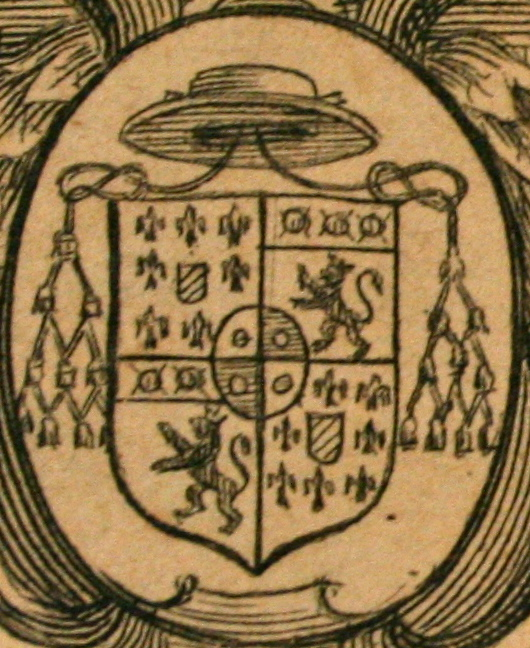
Armoiries de Giovanni Bona, frontispice tiré de l'édition complète de ses œuvres (Opera Omnia), publiée à Anvers, 1739.

## Biographie

### Moine
Giovanni Bona naquit dans une vieille famille française à Mondovi, au Piémont. Bien que son père eût préféré pour lui une carrière militaire, après quelques années passées dans un collège de jésuites voisin, il entra au monastère cistercien de Pignerol, où, comme plus tard à Rome, il poursuivit de brillantes études.
Il travailla pendant quinze ans à Turin avant de devenir prieur à Asti, puis abbé à Mondovi. En 1651, il présida la congrégation des Feuillants. Pendant ses sept ans de vie officielle à Rome, il déclina tous les honneurs supplémentaires, allant jusqu’à refuser l'évêché d'Asti.
Il accueillit l'expiration de son troisième mandat avec l'espoir de mener désormais une vie de retraite et d'étude, mais son ami intime, le pape Alexandre VII, qui voulait rendre hommage à son savoir et à sa piété, le fit consulteur à la Congrégation de l'Index et au Saint-Office.

### Cardinal
Giovanni Bona fut créé cardinal lors du consistoire du 29 novembre 1669 au titre cardinalice de San Bernardo alle Terme ; il ne fit aucun changement dans son mode de vie simple et il donnait chaque année son revenu en excédent aux prêtres pauvres du Collège missionnaire de Rome.

## Œuvres
Certaines œuvres ont été éditées, d'autres sont encore manuscrites, et d'autres encore ne sont pas achevées. Les principales sont les suivantes:
- Psallentis Ecclesiae harmonia, Rome, 1653 ; repris et complété dans la suite : De divina psalmodia, Paris, 1663, 1672 ; Cologne, 1676
- Rerum liturgicarum libri duo, Rome, 1671 ; Paris, 1672 ; Cologne, 1674 ; editio aucta, Paris, 1677 ; Bruxelles, 1677 ; Paris, 1678 ; édition revue et complétée par Robert Sala, Turin, 1747 à 1753
- Via compendii ad Deum per motus anagogicos et orationes iaculatorias, Rome, 1657 ; Paris, 1662. Nombreuses rééditions
- Manuductio ad Coelum continens medullam sanctorum Patrum et veterum philosophorum. Rome, 1658 et 1660, Mgr Vattasso recense 17 éditions du vivant de l'auteur.
- De sacrificio missae tractatus asceticus, Rome, 1658 ; Rouen, 1663 ; Paris, 1676, 1678 ; Munich, 1674 ; Rome, 1687
- Principia et documenta vitae christianae, Rome, 1673 ; Venise, 1674 ; Paris, 1674, 1675 ; Munich, 1676 ; Vérone, 1727
- Horologium asceticum indicans modum obeund christianas exercitationes, Paris, 1676, 1679 ; Anvers, 1679 ; Cologne, 1681.
- Testamentum sive praeparatio ad mortem, Florence, 1675 ; Lyon, 1676 ; Munich, 1676 ; à ne pas confondre avec un autre ouvrage de Bona, le De praeparatione ad mortem, Préneste, 1731
- De discretione spirituum in vita spirituali deducendorum, Bruxelles, 1671, 1672 ; Rome, 1672, 1674 ; Paris, 1673 ; Venise, 1742 ; traduit en français en 1675 et 1701
- Cursus vitae spiritualis, Rome, 1674. Publié au lendemain de la mort de Bona, par C. Morozzo comme s'il en était lui-même l'auteur, et longtemps attribué à celui-ci. Nouvelle édition à Turin, 1683. Plusieurs rééditions.
- Epistolae selectae ; choix de lettres annotées par Robert Sala, Turin, 1755
- Phoenix rediviva, annua spiritus renovatio per anachoresim et exercitia spiritualia, per modum meditationis indicans et ultimum finem hominis et media ad eam assequendam aptiora, Paris, 1847 ; Caen, 1858. Traduction française en 1858 par J. Travers sous le titre Le Phénix qui renait ; en 1922 par le P. de Boissieu sous le titre La renaissance du Phénix
- Hortus coelestium deliciarum ; florilège spirituel et recueil de traits édifiants que Mgr Vattasso édita à Rome en 1918 dans la collection Studi e Testi, n° 32

## Principaux ouvrages
Ses ouvrages les plus connus sur l’ascèse sont : 
- Via Compendii ad Deum (1657)
- Principia et documenta vitæ Christinæ (1673)
- Manuductio at cælum (1658)
- Horologium Asceticum (1676)

Le Manuductio fut souvent comparé à L'Imitation de Jésus-Christ, tant pour sa popularité que pour la simplicité de son style. Outre quatorze éditions latines en quatre décennies, il fut traduit en italien, en français, en allemand, en arménien et en espagnol.
Peu de temps après son ordination, il recueillit certains des plus beaux passages des Pères sur la messe et les publia dans un livret qui devint son De Sacrificio Missæ. Il composa en outre plusieurs ouvrages inédits, connus sous le nom d’Ascetici, pour l'instruction des membres de son ordre.
Il eut par ailleurs tant de succès en étudiant l'utilisation du psautier dans l'Église chrétienne (De Divinā Psalmodiā, Paris, 1663) que le cardinal Pallavicino lui conseilla d'entreprendre l'histoire du Sacrifice de la messe. Après un travail de plus de sept ans, il publia De Rebus Liturgicis (Rome, 1671), une véritable encyclopédie de renseignements historiques sur tous les sujets concernant la messe, tels que les rites, les églises et les habits sacerdotaux.
La première édition de ses œuvres complètes fut publiée à Anvers en 1677. Ses ouvrages furent également recueillis par Robert Sala (Turin, 1747, 4 vol. in-folio) :
- Manuductio ad coelum, traduit par Pierre Lombert et Nicolas Le Duc
- Horologium asceticum
- De principiis vitae christianae, traduit par Louis Cousin et Claude-Pierre Goujet
- Le Phénix ou la Rénovation de l'âme par la retraite, traduit en 1858 par Julien Travers
- Les Principes de la vie chrétienne et le Chemin du ciel, reproduits dans les Écrivains mystiques du Panthéon littéraire, Paris, 1835

## Sources
- (en) Giovanni Bona, Catholic Encyclopedia, 1913
- Marie-Nicolas Bouillet  et Alexis Chassang (dir.), « Giovanni Bona » dans Dictionnaire universel d’histoire et de géographie, 1878 (lire sur Wikisource)
- J.-M. Canivez, « Bona (Jean) », Dictionnaire de spiritualité. Ascétique et mystique. Doctrine et histoire., Tome 1, colonne 1762